# 塞雷特河

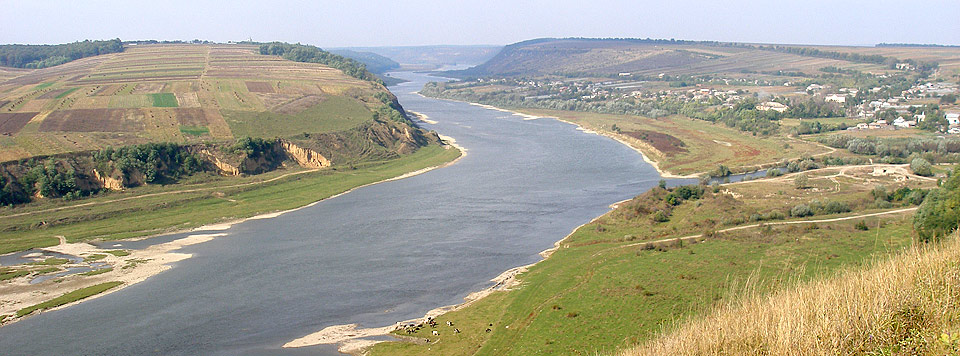

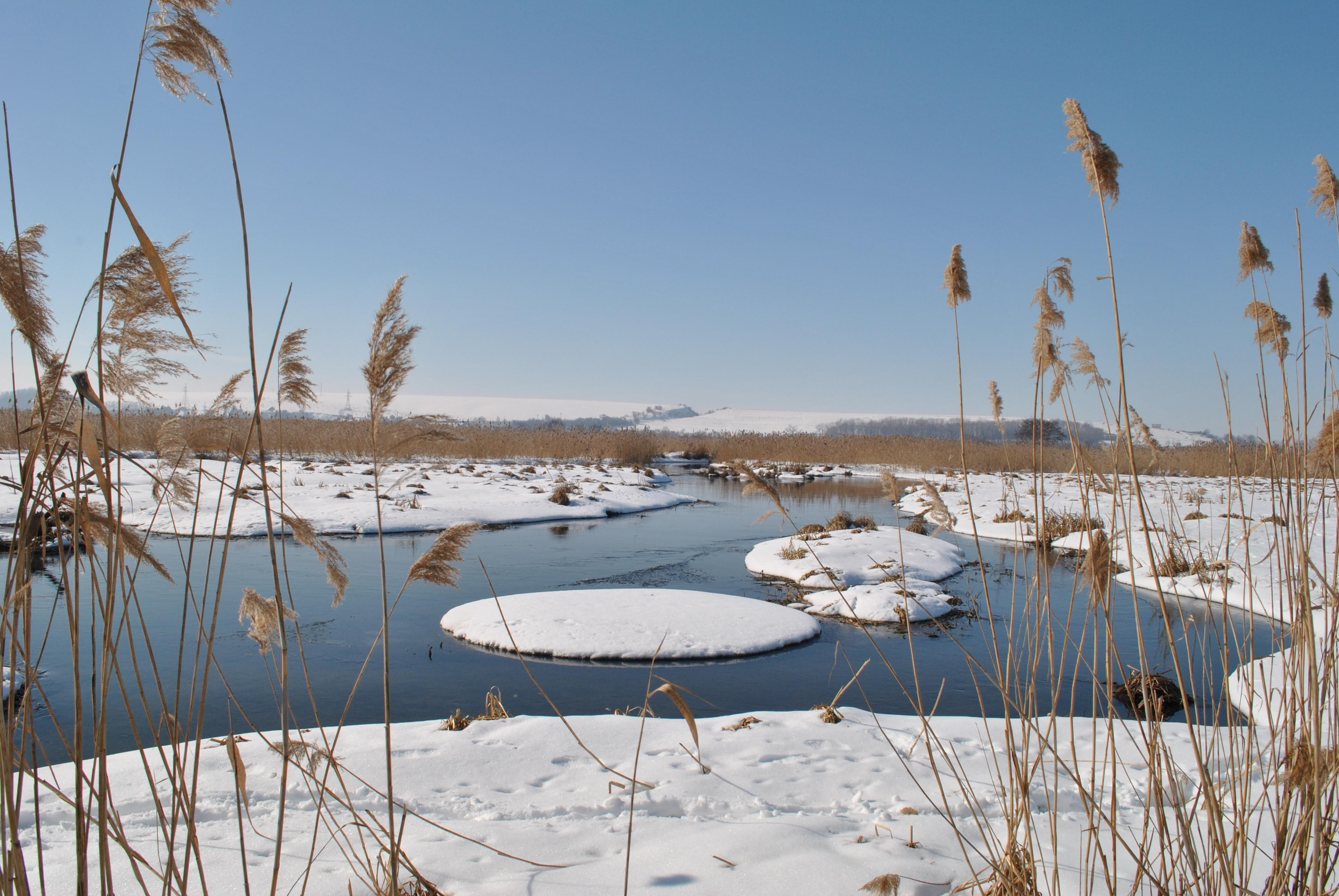

塞雷特河（羅馬化：Seret）是烏克蘭的河流，屬於德涅斯特河的左支流，河道全長242公里，流域面積3,900平方公里，河水主要來自融雪和雨水，每年十二月至翌年三月結冰，河畔城鎮有捷爾諾波爾和喬爾特基夫。
48°37′12″N 25°51′25″E / 48.62°N 25.8569°E